# بنك أمريكا الشمالية

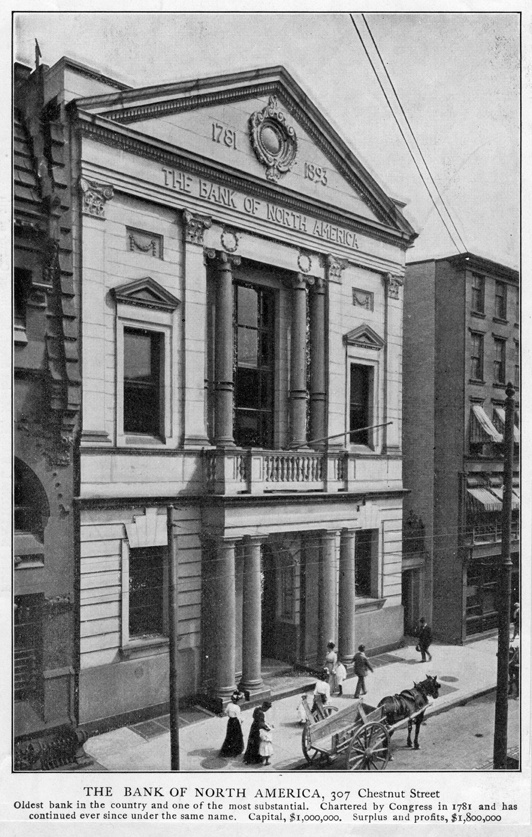
الموقع الأصلي لبنك أمريكا الشمالية في 307 شارع تشيستنت في فيلادلفيا

بنك أمريكا الشمالية كان أول بنك مُرخّص في الولايات المتحدة، وكان بمثابة أول بنك مركزي فعلي في البلاد. حصل على ميثاقه من كونغرس الكونفدرالية في 26 مايو 1781، وافتُتح في فيلادلفيا في 7 يناير 1782.
استند تأسيس البنك إلى خطة قدمها المشرف المالي روبرت موريس في 17 مايو 1781، بما في ذلك توصيات الأب المؤسس ألكسندر هاملتون في عصر الثورة الأمريكية، والذي عيّنه جورج واشنطن أول وزير للخزانة الأمريكية. على الرغم من أن هاملتون أشار لاحقًا إلى المساهمة "الأساسية" للبنك في حرب الاستقلال الأمريكية، إلا أن حكومة بنسلفانيا اعترضت على امتيازاته وأعادت دمجه بموجب قانون الولاية، مما جعله غير مناسب كبنك وطني بموجب دستور الولايات المتحدة. وبدلاً من ذلك، قام الكونغرس بتأسيس أول بنك للولايات المتحدة، وهو بنك جديد، في عام 1791، بينما استمر بنك أمريكا الشمالية كمؤسسة خاصة.